# Demonax sawaii
Demonax sawaii är en skalbaggsart som beskrevs av Ikeda 1990. Demonax sawaii ingår i släktet Demonax och familjen långhorningar. Inga underarter finns listade i Catalogue of Life.